# فرزاد شریفیان
فرزاد شریفیان (درگذشته ۲۰۲۰) زبان‌شناس ایرانی و استاد تمام دانشکده زبان‌ها، فرهنگ‌ها و زبان‌شناسی در دانشگاه موناش در استرالیا و همچنین بنیان‌گذار زبان‌شناسی فرهنگی بود. وی دارای کرسی استادی در زبان‌شناسی فرهنگی در دانشگاه موناش بود.
شریفیان در زمینه زبان‌شناسی فرهنگی، مدل نظری ای ارائه داد مبنی بر مفهوم‌سازی فرهنگی و زبان. در این مدل ابزارهای تحلیل‌گرانه و دستاوردهای نظری در رشته‌های گوناگون مانند مردم‌شناسی شناختی، زبان شناسی مردم شناختی، و روان‌شناسی شناختی به کاررفته است. موضوعاتی که شریفیان در کتاب‌های خود با عناوین «مفهوم سازی و زبان» (انتشارات جان بنجامینز، سال ۲۰۱۱) و «زبان شناسی فرهنگی» (انتشارات جان بنجامینز، سال ۲۰۱۷) به آن پرداخته عبارتند از: مدل نظری مفهوم سازی فرهنگی و زبان ونیز کاربردهای آن درزمینه‌های ارتباط بین فرهنگی، کاربردشناسی میان فرهنگی، یادگیری زبان دوم و بررسی گفتمان‌های سیاسی.

## جوایز
پژوهش‌های پروفسور شریفیان در دوره دکتری که باعث چارچوب نظری تازه‌ای از مفهوم سازی فرهنگی شد و در بررسی‌ها و مطالعات زبان انگلیسی بومیان استرالیا مورد استفاده قرار گرفت، منجر به دریافت جوایز متعددی شد و از او بخاطر کسب "مدال تحقیقات دانشگاهی سال ۲۰۰۲" تقدیر بعمل آمد. در این تقدیر از وی اینچنین یاد شد: "این تحقیق می‌تواند رویکرد تحقیق در رشته مربوطه را بطور اساسی دگرگون نماید. " در سال ۲۰۰۳ بورس فوق دکتری توسط انجمن تحقیقات استرالیا به شریفیان اهداء گردید که ایشان این دوره را در دانشگاه وسترن استرالیا به پایان رساند. پروفسور فرزاد شریفیان در سال ۲۰۰۵ به عنوان استاد در دانشگاه موناشِ شهر ملبورن منصوب گردیده و در این دانشگاه رشته «انگلیسی به عنوان زبان بین‌المللی» را پایه‌گذاری نمود. پس از ۶ سال در سال ۲۰۱۱، وی به درجه پروفسور (استاد تمام) منصوب گردید.
شریفیان به پاس موفقیت در امور تدریس و امور اجرایی، نظارت و راهنمایی پایان‌نامه‌های دکتری و نیز به انجام رساندن پروژه‌های تحقیقاتی، جوایز و لوح‌های افتخار بسیاری دریافت نمود از جمله مدال تحقیقات دانشگاه ادیث کوان، جایزه پژوهشگر ممتاز دانشگاه ادیث کوان، مدال تحقیقات آموزشی مؤسسه تخقیقات آموزشی وسترن استرالیا، لوح افتخار محقق نمونه سال دانشگاه موناش و غیره. بعلاوه ایشان ویراستار مجموعه کتاب‌های زبانشناسی شناختی در بافت فرهنگی از انتشارات بین‌المللی جان بنجامینز می‌باشند و مقالات زیادی در بسیاری از مجلات معتبر دنیا و کتاب‌های تدوین شده بین‌المللی به چاپ رسانده است. پروفسور شریفیان در کنفرانس‌های بین‌المللی متعددی به عنوان سخنران مهمان دعوت شده یا مقاله ارائه نموده است.
پروفسور شریفیان مؤسس و سردبیر مجلهٔ علمی پژوهشی مجله بین‌المللی زبان و فرهنگ و مؤسس و سردبیر زبان‌شناسی فرهنگی می‌باشد. وی همچنین رئیس پیشین انجمن زبانشناسی کاربردی استرالیا می‌باشد.
از جوایز و افتخارات او می‌توان به موارد زیر اشاره کرد:
استاد راهنما سال 2013 (جایزه رئیس برای تعالی در درجه عالی توسط نظارت پژوهشی)، دانشکده هنر، دانشگاه موناش
2012 بورسیه الکساندر فون هومبولت برای محققان با تجربه، بنیاد الکساندر فون هومبولت، آلمان.
2013-2015 هیئت مدیره، انجمن بین‌المللی برای انگلیسی‌ها جهانی (IAWE)
جایزه سال 2008 رئیس دانشکده برای برتری در تحقیقات اولیه شغلی، دانشکده هنر، دانشگاه موناش
2007 جایزه برتری در تحقیقات اولیه شغلی، دانشکده هنر، دانشگاه موناش (تحسین ویژه)
2003 فلوشیپ فوق دکتری استرالیا، شورای تحقیقات استرالیا.
2003 مدال پژوهشی دانشگاه، دانشگاه ادیت کوان [نقل از]
2003 جایزه شغلی اولیه (مدال)، مؤسسه تحقیقات آموزشی استرالیای غربی
فرزاد شریفیان پس از مدتی بیماری در ۱۱ می ۲۰۲۰ در ملبورن درگذشت.